# Глорија Макапагал Аројо
Марија Глорија Макараег Макапагал Аројо (шп. Maria Gloria Macaraeg Macapagal Arroyo; 5. април 1947) бивша је филипинска политичарка која је била председница Филипина од 20. јануара 2001. до 30. јуна 2010. Пре тога је била потпредседница од 1998. до 2001. и сенаторка од 1992. до 1998. Кћерка је такође бившег председника Филипина Диосдада Макапагала. Неколико пута је била хапшена због крађе на изборима и фондовима државне лутрије.